# Monotropsis odorata
Monotropsis odorata je druh rostliny z čeledi vřesovcovité a jediný druh rodu Monotropsis.
Vyskytuje se v borových lesích na jihovýchodě Spojené států amerických. Původně rostla jen v Appalačském pohoří, rozšířila se ale od Atlantického pobřeží státu Florida přes Alabamu, Tennessee a Kentucky až po Západní Virginii a Maryland. Jedná se o 5–10 cm velkou vytrvalou bylinu bez chlorofylu, která živiny získává mykorhizou. Druhové jméno odorata odkazuje na výraznou nasládlou vůni, jež je přirovnávána[kým?] k muškátovému oříšku, skořici či violkám.